# Contea di Zhangwu
La contea di Zhangwu (彰武县S, ZhāngwǔP) è una contea della Cina, situata nella provincia di Liaoning e amministrata dalla prefettura di Fuxin.